# وه‌آفرید
وِه‌آفرید یا بِه‌آفرید (به پارسی میانه: Weh-Āfrīd) از بزرگان پارس در دوران اشکانیان و پدر ساسان، پدربزرگ اردشیر بابکان و نیای خاندان ساسان، بود. از او در بندهشن به عنوان پدر ساسان و پسر زریر یاد شده است.